# Ion Negoiţescu
Ion Negoiţescu (født 10. august 1921, død 6. februar 1993) var en rumænsk litteraturhistoriker, -kritiker, -forfatter og digter, samt et af de originale medlemmer af den litterære cirkel Sibiu. Han begyndte sin karriere som teenager og blev kendt som litterær ideolog. Han var også en af de få åbent homoseksuelle intellektuelle i Rumænien før 1990.